# デザイン用語
デザイン用語（デザインようご）は、デザインに関する用語の一覧である。
- （）内は、読み仮名のひらがな表記またはアルファベット表記。
- 【】内は、以下の分類を表している。【印刷】【画材】【建築】【広告】【CG】【写真】【DTP】【美術】【服飾】。
- ⇒ の先はリダイレクト先または適切な誘導先を示す。

| 目次 | 目次 | 目次 | 目次 | 目次 | 目次 | 目次 | 目次 | 目次 | 目次 | 目次 |
| ---- | ---- | ---- | ---- | ---- | ---- | ---- | ---- | ---- | ---- | ---- |
| わ   | ら   | や   | ま   | は   |      | な   | た   | さ   | か   | あ   |
|      | り   |      | み   | ひ   |      | に   | ち   | し   | き   | い   |
| を   | る   | ゆ   | む   | ふ   |      | ぬ   | つ   | す   | く   | う   |
|      | れ   |      | め   | へ   |      | ね   | て   | せ   | け   | え   |
| ん   | ろ   | よ   | も   | ほ   |      | の   | と   | そ   | こ   | お   |

## あ行

### あ
- アーキテクト (Architect) ⇒ 建築家（けんちくか）【建築】
- ArchiCAD（アーキキャド）【建築】
- アート紙（Art-、あーとし）【画材】
- アートディレクター (Art director) 【広告】
- アーミールック (Army Look) 【服飾】
- アール・デコ (Art Deco)
- アール・ヌーボー (Art Nouveau)
- RIP (Raster Image Processor) 【印刷】
- RGB（あーるじーびー）【CG】
- RGBA【CG】
- IMC (Integrated Marketing Communication) 【広告】
- アイキャッチ (Eyecatch) 【広告】
- ICCプロファイル【DTP】
- IGES（あいじぇす、Initial Graphics Exchange Specification）【建築】
- アイソタイプ (International System of Typographic Picture Education)
- アイソメトリック (Isometric) ⇒ 等角図（とうかくず）【建築】
- アイドマ ⇒ AIDMAの法則（あいどまのほうそく）【広告】
- アイボリー (Ivory) 【印刷】
- アウトサイダー・アート (Outsider Art) 【美術】
- アウトライン (Outline) 【DTP】
- アウトラインフォント (Outline Font) 【DTP】
- 青焼き（あおやき）⇒ 青写真（あおじゃしん）【印刷】
- アクセシビリティ (Accessibility) 【DTP】
- アクソノメトリック (Axonometric) ⇒ 軸測投影図法（じくそくとうえいずほう）【建築】
- アクティベーション (Activation) 【DTP】
- アクリル絵具（Acryl-、あくりるえのぐ）【画材】
- Acrylic（あくりりっく）【DTP】
- ASA (American Standard Association) 【写真】
- アタリ
- Apple (Apple Inc.) 【DTP】
- アドバタイジング (Advertising) 【広告】
- アドビ (Adobe Inc.) 【DTP】
- Adobe Atmosphere【DTP】
- Adobe Active Share【DTP】
- Adobe Acrobat（あどび あくろばっと）【DTP】
- Adobe After Effects（あどび あふたーえふぇくと）【CG】
- Adobe RGB【DTP】
- Adobe Illustrator（あどび いらすとれーたー）【DTP】
- Adobe InDesign（あどび いんでざいん）【DTP】
- Adobe GoLive（あどび ごーらいぶ）【DTP】
- Adobe Streamline（あどびすとりーむらいん）【DTP】
- Adobe Type Manager（あどび たいぷまねーじゃー）【DTP】
- Adobe Dimensions（あどび でぃめんじょん）【DTP】
- Adobe Font Metrics【DTP】
- Adobe PageMaker（あどび ぺーじめーかー）【DTP】
- Adobe Photoshop（あどび ふぉとしょっぷ）【DTP】
- Adobe Photoshop Album（あどび ふぉとあるばむ）【DTP】
- Adobe Premiere（あどび ぷれみあ）【CG】
- Adobe LiveMotion（あどび らいぶもーしょん）【CG】
- Adobe Reader（あどび りーだー）【DTP】
- Adobe Shockwave【CG】
- Adobe Director【CG】
- Adobe Dreamweaver
- Adobe Fireworks【CG】
- Adobe Flash【CG】
- アナモルフォーシス (Anamorphosis) 【美術】
- アニメーション (Animation)
- アバンギャルド (Avant garde) 【美術】
- アフォーダンス
- アブストラクトアート (Abstract Art) 【美術】
- 油絵（あぶらえ）【美術】
- アプロプリエーションアート【美術】
- 網点（あみてん）【印刷】
- アメニティ (Amenity) 【建築】
- アラベスク (Arabesque)
- アルファ値（Alpha-、あるふぁち）【DTP】
- アルファチャンネル (Alpha Channel) 【DTP】
- アルファブレンド (Alpha Blend) 【DTP】
- アンシャープマスク (Unsharp Mask) 【DTP】
- アンチエイリアス (Anti Alias) 【CG】

### い
- EPS ⇒ Encapsulated PostScript【DTP】
- 意見広告（いけんこうこく）【広告】
- 意匠（いしょう）
- 意匠権（いしょうけん）
- ISO ⇒ 国際標準化機構【写真】
- 板紙（いたがみ）【画材】
- 一点透視法（いってんとうしほう）【建築】
- イメージ広告（Image-、いめーじこうこく）【広告】
- イメージセッタ (Imagesetter) 【印刷】
- イラストレーション (Illustration)
- 色（いろ）【印刷】
- 色うき（いろうき）【印刷】
- 色温度（いろおんど）【印刷】
- 色かぶり（いろかぶり）【印刷】
- 色空間（いろくうかん）【DTP】
- 色校正（いろこうせい）【印刷】
- 色玉（いろだま）【印刷】
- 色分解（いろぶんかい）【DTP】
- 色見本（いろみほん）【印刷】
- 色味（いろみ）【印刷】
- インキ (Ink) 【印刷】
- インクジェットプリンター (Ink Jet Printer) 【印刷】
- 印象主義（いんしょうしゅぎ）【美術】
- 印象派（いんしょうは）【美術】
- インスタレーション (Installation art) 【美術】
- インターネット広告（Internet-、いんたーねっとこうこく）【広告】
- インダストリアルデザイン (Industrial design)
- インデックスカラー (Index Color) 【DTP】
- インテリアデザイン (Interior Design) 【建築】
- インテリジェントフォント (Intelligent Font) 【DTP】
- インフォメーションデザイン (Information Design) ⇒ 情報デザイン（じょうほうでざいん）

### う
- WYSIWYG（What You See Is What You Get、うぃじうぃぐ）【DTP】
- Webオーサリングツール (Web Authoring Tool)
- Webサイト (Web Site)
- Webセーフカラー (Web Safe Color)
- Webデザイン (Web Design)
- ウォッシャー【建築】
- 薄色（うすいろ）【印刷】
- 裏うつり（うらうつり）【印刷】
- 裏抜け（うらぬけ）【印刷】
- 雲形定規（うんけいじょうぎ、くもがたじょうぎ）

### え
- AC ⇒ ACジャパン【広告】
- AD ⇒ アートディレクター (Art Director) 【広告】
- APS ⇒ アドバンストフォトシステム (Advanced Photo System) 【写真】
- HSB【CG】】
- HSV【CG】
- HTML ⇒ HyperText Markup Language
- HDRI (High Dynamic Range Images) 【CG】
- エクステリアデザイン (Exterior Design) 【建築】
- エコデザイン (Eco Design)
- sRGB【DTP】
- SXF (Scadec data eXchange Format) 【建築】
- SP ⇒ セールスプロモーション (Sales Promotion) 【広告】
- SVG ⇒ Scalable Vector Graphics
- XHTML ⇒ Extensible HyperText Markup Language
- XML ⇒ Extensible Markup Language
- XYZ【CG】
- エディトリアルデザイン (Editorial Design)
- NPR (Non Photorealistic Rendering) 【DTP】
- エフェクト (Effect) 【DTP】
- MPEG (Moving Picture Experts Group) 【CG】
- LaB【DTP】
- lpi【印刷】
- 遠近法（えんきんほう）
- 鉛筆（えんぴつ）【画材】
- エンボス (Embos) 【印刷】

### お
- オーガニック形態（Organic-、おーがにっくけいたい）
- オーサリング (Authoring)
- OCFフォント (Original Composite Font) 【DTP】
- オーダーメイド (Order Made) 【服飾】
- OTFフォント (OpenType Font) 【DTP】
- AutoCAD（オートキャド）【建築】
- オートクチュール (Haute-couture) 【服飾】
- オートマチック形態 (Automatic-) （おーとまちっくけいたい）
- オーバープリンティング (Over Printing) 【印刷】
- オーバーレイ (Overlay) 【画材】
- OpenType【DTP】
- 黄金比（おうごんひ）【美術】
- 凹版印刷（おうはんいんさつ）【印刷】
- オノマトペ (Onomatopoeia)
- 帯（おび）
- オフセット印刷（Offset-、おふせっといんさつ）【印刷】
- オブジェ (Objet)
- オプアート
- オペーク【印刷】
- オマージュ (Hommage)
- 折丁（おりちょう）【印刷】
- オルフィスム (Orphism) 【美術】
- オンデマンド印刷（On Demand-、おんでまんどいんさつ）【印刷】

## か行

### か
- カーニング (Kerning) 【DTP】
- 解像度（かいぞうど）【DTP】
- 画素（がそ）⇒ ピクセル (Pixel) 【DTP】
- 仮想フォント（-Font、かそうふぉんと）【DTP】
- 花鳥風月（かちょうふうげつ）
- 活版印刷（かっぱんいんさつ）【印刷】
- 花伝書（かでんしょ）⇒ 風姿花伝（ふうしかでん）
- 紙（かみ）【画材】
- カラーコーディネーター (Color Coordinator)
- カラーチップ (Color Chip) 【印刷】
- カラーチャート (Color Chart) 【印刷】
- カラーピッカー (Color Picker) 【印刷】
- カラーフィルタ (Color Filter)
- カラーマネージメントシステム (Color Management System) 【DTP】
- 唐草模様（からくさもよう）
- 烏口（からすぐち）【画材】
- カリグラフィー (Calligraphy)
- 環境デザイン（かんきょうでざいん）
- カンプ
- ガーデニング (Gardening)
- 玩具デザイナー（-Designer、がんぐでざいなー）
- 看板（かんばん）【広告】
- ガンマ (Gamma) 【DTP】
- 顔料（がんりょう）【画材】

### き
- キアロスクーロ (Chiaroscuro)
- 幾何学的形態（きかがくてきけいたい）
- 木型（きがた）【印刷】
- 輝度（きど）【CG】
- キネティックアート (Kinetic Art) 【美術】
- キャッチコピー (Catch Copy) 【広告】
- CAD（きゃど）【建築】
- キャパシティー (Capacity)
- キャプション (Caption)
- CAM（きゃむ）【建築】
- キャラクターデザイン (Character Design)
- キャラクタライゼーション (Characterization)
- キャリブレーション (Calibration) 【DTP】
- キャンバス (Canvas) 【画材】
- 級数（きゅうすう）【印刷】
- 級数表（きゅうすうひょう）【印刷】
- キュビスム (Cubisme) 【美術】
- 清刷り（きよずり）【印刷】
- 切り貼り（きりばり）【印刷】
- 禁則処理（きんそくしょり）【印刷】
- 近代建築（きんだいけんちく）【建築】
- 逆遠近法（ぎゃくえんきんほう）
- ギャラ ⇒ ギャランティー (Guaranty)

### く
- Quark XPress【DTP】
- グッドデザイン賞（ぐっどでざいんしょう）
- 組版（くみはん）【印刷】
- 雲形定規（くもがたじょうぎ）【画材】
- クライアント (Client)
- クリエイティブ (Creative, Creativity) 【広告】
- クリエイティブ・ディレクター (Creative Director)【服飾】
- クロッキー (Croquis)
- クロマリン印刷（くろまりんいんさつ）【印刷】
- グラビア印刷（Photogravure、ぐらびあいんさつ）【印刷】
- グラフィック (Graphic) 【美術】
- グラフィティアート (Graphity Art) ⇒ 落書き（らくがき）【美術】
- グリッド (Grid) 【DTP】
- グレースケール (Gray Scale) 【DTP】

### け
- 形態（けいたい）
- 消しゴム（けしごむ）【画材】
- ゲシュタルト (Gestalt)
- ケヌキ合わせ（けぬきあわせ）【印刷】
- 下版（げはん）【印刷】
- ケミカル校正（けみかるこうせい）【印刷】
- ゲラ刷り（げらすり）⇒ 校正（こうせい）【印刷】
- 建築士（けんちくし）【建築】
- 見当合わせ（けんとうあわせ）【印刷】
- 原反（げんたん）【印刷】

### こ
- コート紙（Coated Paper、こーとし）【画材】
- コートボール【画材】
- コーポレートアイデンティティ (Corporate Identity)
- コーポレートカラー (Corporate Color)
- コーポレートステートメント (Corporate Statement)
- 広告（こうこく）【広告】
- 広告写真（こうこくしゃしん）【広告】
- 広告代理店（こうこくだいりてん）【広告】
- 校正（こうせい）【印刷】
- 孔版印刷（こうはんいんさつ）⇒ シルクスクリーン【印刷】
- 校了（こうりょう）【印刷】
- 古典主義（こてんしゅぎ）
- コピーライター (Copywriter) 【広告】
- コピーライト (Copyright) ⇒ 著作権（ちょさくけん）
- コマーシャルアート (Commercial Art) 【広告】
- コマーシャルデザイン (Commercial Design) 【広告】
- ComicStudio【DTP】
- 小紋（こもん）
- コラージュ (Collage) 【美術】
- コンセプチュアル・アート (Conceptual Art) 【美術】
- コンテ Conté）。顔料と粘土などを粘着剤で四角柱に固めたもの。手で持って直接紙などに書けるので、素描（スケッチ）に適している。
- コンテンポラリーアート (Contemporary Art) 【美術】
- コントラスト (Contrast)
- コンペ (Competition)
- ゴシック (Gothic)
- 誤植（ごしょく）【印刷】

## さ行

### さ
- サーフィスモデル (Surface Model) 【DTP】
- サイケデリック (Psychedelic) 【美術】
- 再校（さいこう）【印刷】
- 彩度（さいど）
- サイバールック (Cyber Look) 【服飾】
- サウンドロゴ (Sound Logo)
- 錯視（さくし）
- 刷版（さっぱん）【印刷】
- サブリミナル効果（Subliminal-、さぶりみなるこうか）
- サムネイル (Thumbnail)
- 三原色（さんげんしょく）

### し
- CI ⇒ コーポレートアイデンティティ (Corporate Identity)
- CIMS【建築】
- CIDフォント (CID Font) 【DTP】
- CAE (Computer Aided Engineering) 【建築】
- CF (Commercial Film) ⇒ コマーシャルメッセージ【広告】
- CSS ⇒ Cascading Style Sheets
- CM (Commercial Message) ⇒ コマーシャルメッセージ【広告】
- CMS ⇒ カラーマネージメントシステム【DTP】
- CMプランナー【広告】
- CMK【DTP】
- CMYK【DTP】
- CG (Computer Graphics) ⇒ コンピュータグラフィックス【CG】
- CGI ⇒ Computer Generated Imagery
- JPEG【DTP】
- JPEG 2000【DTP】
- SIMA【建築】
- Jw cad【建築】
- シェーディング (Shading) 【CG】
- Shade【CG】
- しおり
- 色覚異常（しきかくいじょう）
- 色彩（しきさい）【印刷】
- 色彩検定（しきさいけんてい）
- 色彩士検定（しきさいしけんてい）
- 色相環（しきそうかん）
- 色相対比（しきそうたいひ）【印刷】
- 紙型（しけい）【印刷】
- 自在定規（じざいじょうぎ）【画材】
- シズル (Sizzle)
- 自然主義（しぜんしゅぎ）
- GIF ⇒ Graphics Interchange Format【CG】
- 絞り染め（しぼりぞめ）【服飾】
- 写植（しゃしょく）⇒ 写真植字（しゃしんしょくじ）
- 写実主義（しゃじつしゅぎ）【美術】
- ジャギー (Jaggy) 【DTP】
- JAGDA
- ジャケット (Jacket)
- JARO（じゃろ）⇒ 日本広告審査機構（にほんこうこくしんさきこう）
- ジャンクアート【美術】
- 什器（じゅうき）【広告】
- シュールレアリズム (Surréalisme) 【美術】
- 集版（しゅうはん）【印刷】
- 出力センター（しゅつりょくせんたー）【印刷】
- 上質紙（じょうしつし）【画材】
- 情報デザイン（じょうほうでざいん）
- ショートフィルム (Short Film)
- 商業デザイン（しょうぎょうでざいん）
- 肖像権（しょうぞうけん）
- 焦点（しょうてん）【写真】
- 商標（しょうひょう）
- 初校（しょこう）【印刷】
- L*a*b*（しーらぶ）【DTP】
- シルクスクリーン (Silk Screen) 【印刷】
- 新古典主義（しんこてんしゅぎ）
- 新聞広告（しんぶんこうこく）【広告】
- GIMP【CG】
- シンメトリー (Symmetry) ⇒ 対称性（たいしょうせい）

### す
- スーパーグラフィック (Super Graphic)
- 水彩（すいさい）【美術】
- スキャナ (Scanner) 【DTP】
- スキャンライン (Scan Line) 【DTP】
- スクラッチ印刷 (Scratch) 【印刷】
- スクリーントーン (Screen Tone) 【画材】
- スクリーンフォント (Screen Font) 【DTP】
- スケーラブルフォント (Scalable Font) 【DTP】
- スケッチ (Sketch) 【美術】
- StuffIt【DTP】
- 図形（ずけい）
- スチル写真（すちーるしゃしん）【写真】
- ストリートファッション (Street Fashion) 【服飾】
- スピン【印刷】
- スペースデザイン (Space Design)
- スペクトル (Spectre) 【写真】
- スポット広告（すぽっとこうこく）【広告】
- 図面（ずめん）
- スランプ (Slump)
- 3DCG【CG】
- スリーブ (Sleeve)

### せ
- セールスプロモーション (Sales Promotion) 【広告】
- 製図（せいず）
- 製版（せいはん）【印刷】
- 製本（せいほん）【印刷】
- セル画（せるが）
- セルフビルド (Self Build) 【建築】
- 線数（せんすう）【印刷】
- 先端デザイン (せんたんデザイン)
- 宣伝（せんでん）【広告】
- 染料（せんりょう）【画材】

### そ
- SOY INK【印刷】
- 装幀（そうてい）【印刷】
- ソラリゼーション (Solarization) 【写真】

## た行

### た
- タータン (Tartan) 【服飾】
- タイポグラフィ (Typography)
- 裁ち落とし（たちおとし）【印刷】
- タチキリ【印刷】
- タトゥー (Tattoo) ⇒ 入れ墨（いれずみ）【服飾】
- タブレット (Tablet) 【DTP】
- タペストリー (Tapestry) 【広告】
- DynaFont【DTP】
- ダイヤグラム (Diagram)
- 台割（だいわり）【印刷】
- ダダ ⇒ ダダイスム (Dadaïsme) 【美術】
- ダブルトーン (Double Tone) 【DTP】
- ダミー (Dummy)
- 断裁（だんさい）【印刷】
- 段ボール（だんぼーる）

### ち
- 知的財産権（ちてきざいさんけん）
- 抽象芸術（ちゅうしょうげいじゅつ）
- 鳥瞰（ちょうかん）
- 直接捺染（ちょくせつなっせん）【服飾】
- 著作権（ちょさくけん）
- チラシ【広告】

### つ
- 束見本（つかみほん）【印刷】

### て
- ティザー広告（てぃざーこうこく）【広告】
- TIFF ⇒ Tagged Image File Format【DTP】
- テクスチャ (Texture) 【CG】
- デコレーション (Decoration)
- 点字（てんじ）
- テンペラ (Tem@era) 【美術】
- DXF (Drawing eXchange Format) 【建築】
- DM ⇒ ダイレクトメール (Direct Mail) 【広告】
- DTP【DTP】
- DDCP【印刷】
- dpi【DTP】
- DPE【印刷】
- ディストーション (Distortion) 【美術】
- ディスプレー (Display)
- DIC（旧・大日本インキ化学工業）【印刷】
- DICカラーガイド (DIC Color Guide) 【印刷】
- ディップアート (Dip Art) 【美術】
- デカルコマニー (Decalcomania) 【美術】
- デザイナー (Designer)
- デザイン (Design)
- デザイン学（でざいんがく）
- デッサン (Dessin) 【美術】
- デバイスインディペンデントカラー (Device Independent Color) 【DTP】
- デバイスディペンデントカラー (Device Dependent Color) 【DTP】
- デフォルメ (Déformer)
- デュープリケーション (Duplication) 【写真】
- 電子出版（でんししゅっぱん）【DTP】
- 点描（てんびょう）

### と
- 動線（どうせん）【建築】
- TOYO【印刷】
- TrueTypeフォント (TrueType Font) 【DTP】
- 投影法（とうえいほう）
- トーン&マナー (Tone and Manner) 【広告】
- トーンカーブ (Tone Curve) 【DTP】
- 特色（とくしょく）【印刷】
- ドット絵（Dot-、どっとえ）
- 凸版印刷（とっぱんいんさつ）【印刷】
- ドブ【印刷】
- トラッピング【印刷】
- ドラフター (Drafter) 【建築】
- トリミング (Trimming)
- トレーシングペーパー (Tracing-paper) 【画材】
- トレース (製図) (Trace)
- トレードキャラクター (Trade Character)
- トレードマーク (TM; Trade Mark) ⇒ 商標（しょうひょう）
- トレス台（Trace-、とれすだい）【画材】
- ドローイング (Drawing) 【美術】
- ドロップキャプス (Dropcaps) 【印刷】
- トロンプルイユ (Trompe-l'œil) 【美術】
- トンボ【印刷】

## な行

### な
- 捺染（なっせん）【服飾】

### に
- ニス刷り（Varnish-、にすずり）【印刷】
- ニューペインティング (New Painting) 【美術】
- 入稿（にゅうこう）【印刷】

### ぬ
- ヌーボーレアリズム (Nouveauréalisme) 【美術】
- ヌキ【印刷】
- 抜き合わせ（ぬきあわせ）【印刷】

### ね
- ネームバリュー (Name Value) 【広告】
- ネガフィルム (Negative Film) 【写真】

### の
- ノベルティ (Novelty) 【広告】
- 幟（のぼり）【広告】
- ノンブル (Nombre) 【印刷】

## は行

### は
- ハーフトーンスクリーン (Halftone Screen) 【DTP】
- ハイキー (High-key) 【印刷】
- 配色（はいしょく）【美術】
- ハイライト (印刷) (Highlight)【印刷】
- ハウスオーガン (House Organ) 【広告】
- バウハウス (Bauhaus)
- 白銀比（はくぎんひ）
- 白色点（はくしょくてん）【DTP】
- ハコモノ【建築】
- 羽箒（はねぼうき）【画材】
- バーコード (Bar Code)
- バストアップ【写真】
- パース (Perspective) ⇒ 遠近法（えんきんほう）
- パサージュ【建築】
- パス切り（ぱすぎり）【DTP】
- パステル (Pastel) 【画材】
- パッケージデザイン (Package Design)
- 抜染（ばっせん）【服飾】
- バナー広告（Banner、ばなーこうこく）【広告】
- パブリックアート (Public Art) 【建築】
- パラグラフ【建築】
- バリアフリー (Barrier Free)
- バロック (Baroque)
- パロディ (Parody)
- 版（はん）【印刷】
- 版画（はんが）【印刷】
- 版下（はんした）【印刷】
- PANTONE【印刷】
- パンフレット (Panphlet) ⇒ 小冊子（しょうさっし）【広告】
- 版面（はんづら）【印刷】

### ひ
- PDF ⇒ Portable Document Format【DTP】
- PICT ⇒ QuickDraw Picture【CG】
- PNG ⇒ Portable Network Graphics【CG】
- BMP ⇒ Windowsビットマップ【CG】
- 比較広告（ひかくこうこく）
- ビザンチン建築（Byzantine-、びざんちんけんちく）【建築】
- ビジュアルスキャンダル (Visual Scandalous)
- ビジュアルデザイン (Visual Design)
- ビットマップ画像（Bitmap-、びっとまっぷがぞう）【CG】
- 被写界深度（ひしゃかいしんど）【写真】
- 表現主義（ひょうげんしゅぎ）
- 表色系（ひょうしょくけい）
- 表色法（ひょうしょくほう）
- 表面加工（ひょうめんかこう）
- 平織（ひらおり）【服飾】
- ピント (Brandpunt) 【写真】

### ふ
- ファインアート (Fine Art) 【美術】
- ファインダー (Finder) 【写真】
- ファンクショナルルック (Fashional Look) 【服飾】
- フィクスドフォント (Fixed Font) 【DTP】
- フィルター (Filter) 【写真】
- フィルム (Film) 【写真】
- 封筒（ふうとう）
- フォーカス (Focus) ⇒ 焦点（しょうてん）【写真】
- フォービスム (Fauvisme) 【美術】
- フォグ (Fog) 【CG】
- フォトグラファー (Photographer) 【写真】
- フォトコラージュ (Photo Collage) ⇒ フォトモンタージュ (Photo Montage) 【写真】
- フォトレタッチ (Photo Retouch)【DTP】 ⇒ 写真編集
- フォント (Font) 【DTP】
- 俯瞰（ふかん）
- 袋文字（ふくろもじ）【印刷】
- ブックデザイン (Book Design) 【印刷】
- フライヤー (Flyer) ⇒ チラシ【広告】
- フラクタル (Fractal)
- フラワーアレンジメント (Flower Arrangement)
- フラワーデザイン (Flower Design)
- ブランド (Brand)
- ブランドカラー (Brand Color)
- プランナー (Planner)
- フランネル (Flannel) 【服飾】
- フリース (Fleece) 【服飾】
- フリーペーパー (Free Paper) 【広告】
- プリーツ (Pleats) 【服飾】
- プリプレス (Prepress) 【印刷】
- プリミティズム【美術】
- プリライト【DTP】
- プリンター (Printer) 【印刷】
- プリンタフォント (Printer Font) 【DTP】
- フレキソ印刷（ふれきそいんさつ）【印刷】
- フレスコ (Fresco) 【美術】
- プレスコート【印刷】
- プレゼンテーション (Presentation)
- プレタポルテ (Prêt-à-porter) 【服飾】
- Blender【DTP】
- フロッタージュ (Frottage) 【美術】
- ブローシュア (Brochure) ⇒ 小冊子（しょうさっし）【広告】
- プログレッシブJPEG (Progressive JPEG) 【DTP】
- プロセスカラー (Process Color) 【印刷】
- プロダクトデザイン (Product Design)
- プロパガンダ (Propaganda) 【広告】
- プロポーショナルフォント (Proportional Font) 【DTP】
- プロモーション (Promotion) 【広告】
- 分散レイトレーシング（-Ray-tracing、ぶんさんれいとれーしんぐ）【DTP】
- 分版（ぶんぱん）【印刷】

### へ
- Painter　（ぺいんたー）【CG】
- Paint Shop Pro　(PSP(ぴーえすぴー)、ぺいんとしょっぷ)【CG】
- 平版印刷（へいはんいんさつ）【印刷】
- ベクター画像（Vector-、べくたーがぞう）【DTP】
- ベクトル (Vector) 【DTP】
- ベジェ曲線（Bézier-、べじぇきょくせん）【DTP】
- ペラ【印刷】

### ほ
- ポートフォリオ (Portfolio)
- ホームページ (HomePage)
- ホームページ・ビルダー (HomePage Builder)
- ポジフィルム (Positive Film) 【写真】
- 補色（ほしょく）【印刷】
- ポスター (Poster) 【広告】
- ポスターカラー (Poster Color) 【画材】
- 補正（ほせい）【印刷】
- PostScript（ぽすとすくりぷと）【DTP】
- PostScriptフォント (PostScript Font) 【DTP】
- POP広告（ぽっぷこうこく）【広告】
- ポップアート (Pop Art) 【美術】
- ボディコンシャス (Body-conscious) 【服飾】
- ポリゴン (Polygon) 【CG】
- ホワイトバランス (White Balance) 【写真】
- ボンデージ (Bondage) 【服飾】

## ま行

### ま
- マーケティング (Marketing) 【広告】
- Macromedia【DTP】
- Macromedia Captivate【CG】
- Macromedia FreeHand【DTP】
- マスキング (Masking)
- マスク (Mask)
- マスコミュニケーション (Mass Communication) 【広告】
- マスメディア (Mass Media) 【広告】
- Macintosh【DTP】
- マッピング (Mapping) 【CG】
- マニエリスム (Maniérisme) 【美術】
- マンセル色体系 (Munsell Color System) 【印刷】

### み
- 水張り（みずばり）【美術】
- ミニマリズム (Minimalism) 【美術】
- ミニマルアート (Minimal Art) 【美術】

### め
- Metasequoia【CG】
- メディアアート (Media Art) 【広告】
- メディアミックス (Media Mix) 【広告】
- 面付け（めんつけ）【印刷】

### も
- モーションキャプチャ (Motion Capture) 【CG】
- モアレ (Moiré)
- 木炭デッサン（-Dessin、もくたんでっさん）【美術】
- モザイク (Mosaic) 【美術】
- モジュール (Module)
- モダニズム (Modernism) 【美術】
- モダンアート (Modern Art) 【美術】
- モックアップ (Mockup) 【広告】
- モデリング (Modeling) 【CG】
- モニュメント (Monument) 【美術】
- モノクロ (Monochrome)
- モノグラム (Monogram)
- 模様（もよう）
- モリサワ【DTP】

## や行

### や
- 約物（やくもの）【印刷】

### ゆ
- ユーゲント・シュティール (Jugendstil) 【美術】
- UV印刷（ゆーぶいいんさつ）【印刷】
- 油彩（ゆさい）【美術】
- ユニセックス (Unisex) 【服飾】
- ユニバーサルデザイン (Universal Design)

### よ
- 4C ⇒ プロセスカラー (Process Color) 【印刷】

## ら行

### ら
- 落丁（らくちょう）【印刷】
- ラジオシティ (Radio City) 【CG】
- ラスター画像（Raster-、らすたーがぞう）⇒ ビットマップ画像（Bitmap-、びっとまっぷがぞう）【DTP】
- ラスタライズ (Rasterize) 【DTP】
- ラッピング (Wrapping) ⇒ 包装
- ラフ (Rough)
- 乱丁（らんちょう）【印刷】
- ランドーアソシエイツ (Landor Associates)

### り
- リーフレット (Leaflet) 【広告】
- リアリズム (Realism) 【美術】
- リッチブラック (Rich Black) 【印刷】
- リノベーション (Renovation) 【建築】

### る
- ルネサンス (Renaissance) 【美術】
- ルビ (Ruby) 【印刷】
- ルミライト印刷（るみらいといんさつ）【印刷】

### れ
- レイアウト (Layout)
- レイトレーシング (Ray-tracing) 【CG】
- レイヤー (Layer) 【DTP】
- レタリング (Lettering)
- レップ ⇒ レプレゼンタティブ
- レディメイド (Ready-made)
- レンダリング (Rendering) 【CG】

### ろ
- ロココ (Rococo) 【美術】
- ロゴタイプ (Logotype)
- 露出（ろしゅつ）【写真】
- 露出（ろしゅつ）【広告】
- 六角大王（ろっかくだいおう）【CG】
- ロットリング【画材】
- ロマネスク (Romanesque) 【美術】
- ロマン主義（Romanticism、ろまんしゅぎ）【美術】

## わ行

### わ
- YIQ【DTP】
- ワイヤーフレームモデル (Wire Frame Model) 【CG】
- YUV【DTP】
- 和紙（わし）【画材】
- ワニス (Varnish) 【美術】